# برونو دا سيلفا
برونو دا سيلفا (بالبرتغالية: Bruno da Silva Barbosa‏) (15 فبراير 1988 بسوروكابا في البرازيل - ) هو لاعب كرة قدم برازيلي في مركز الوسط. لعب مع نادي ساو باولو ونادي قبله ونادي أتلتيكو هيرمان أيشينجار ومارسيليو دياس البحري ‏ وغراميو اساسكو اوداكس اسبورت كلوب وGrêmio Catanduvense de Futebol ‏ ونادي نوفو هامبورغو وToledo Esporte Clube ‏.

## روابط خارجية
- برونو دا سيلفا على موقع قاعدة بيانات كرة القدم.إي يو (الإنجليزية)
- برونو دا سيلفا على موقع Soccerway.com (الإنجليزية)